# (5877) Toshimaihara
(5877) Toshimaihara est un astéroïde de la ceinture principale.

## Description
(5877) Toshimaihara est un astéroïde de la ceinture principale. Il fut découvert le 23 mars 1990 à l'observatoire Palomar par Eleanor Francis Helin. Il présente une orbite caractérisée par un demi-grand axe de 2,56 UA, une excentricité de 0,12 et une inclinaison de 16,3° par rapport à l'écliptique.

## Compléments